# کوکویو کاملین
کوکویو کاملین (انگلیسی: Kokuyo Camlin) شرکت نوشت‌افزار هندی است، که در سال ۱۹۳۱ تأسیس شد.